# Династія Вішнукундіна
Династія Вішнукундіна (విష్ణుకుండినులు) — держава в Індії зі столицею в Дендулуру, яка прийшла на зміну державі Саланкаяна в сучасному штаті Андхра-Прадеш. Згодом розширилася за рахунок царства Вакатаків. Тривалий час боролася з державами Паллава і Чалук'я. Зрештою була знищена військами Чалук'їв у 624 році.

## Історія

### Утворення князівства
Засновником династії вважається Вінуконда, який можливо походив з народу телугу або гонді. Є версія, що очолював якісь племена, які отримали невеличкі володіння від правителів Вакатаків. З часом Вінуконда у санксритському варіанті перетворився на Вішнукундіну. Тривалий час його нащадки зберігали вірність Вакатакам. Лише наприкінці IV ст. за часів Індра Варми вступили у боротьбу з брахманською династією Саланкаяна, що контролювала узбережжя Андхри.

### Самостійність
Близько 420—440 років під орудою Мадхава Варми I останню було знищено. В результаті Вішнукундіни постали як напівнезалежна держава. За наступних володарів сила й могутність династії зростали. За магараджи Мадхав Варми II володіння значно розширилися. Переможено численних дрібних раджей, найбільш значущим з них було царство Венгі. При цьому він визнавав номінальну зверхність Вакатаків, з якими вступив у шлюбний союз. Разом з тим в цей час почалося вміле маневрування між Вакатаками і Паллавами, кордонів останніх досягли володіння Вішнукундінів. Водночас столицю перенесено до міста Амарапура. а потім у більш вигідне місто Безвада. Приєднання земель до Годаварі, дозволило володарям і династії прийняти титул правителя південних земель.
У 1-й половині 500-х років відбувся частковий занепад держави внаслідок внутрішнього розгардіяжу, викликаною боротьбою за трон. На деякий час за правління Вікрамендри Варми II вдалося відновити колишній вплив династії. Цьому сприяло послаблення й остаточний занепад Вакатаків та припинення внутрішньої боротьби. Землі значною мірою розширилися за рахунок Вакатаків, а також на деякий час було відбито наступ Паллавів. Нове піднесення тривало до 610-х років, коли династія вішнукундіна стикнулася з потужним правителем Пулакешином II з династії Чалук'я. У 621 році військо Вішнукундінів зазнало нищівної поразки, а у 624 році остаточно знищено, його землі було приєднано до Чалук'я.

## Державний устрій
На чолі стояв магараджа, що мав повну владу у всіх галузях держави. Він призначав членів своєї родини (в деяких випадках представників вищої знаті та військовиків) очільниками провінцій (раштра). Останнім підпорядковувалися очільники менших утворень, на кшталт областей, що звалися вішайя.
На півдні, з огляду на військову небезпеку, було впроваджено посаду своєрідного віце-короля. була доволі розвинена судова система. У столиці навіть діяв апеляційний суд. Втім найвищою судовою інстанцією залишався сам магараджа.

## Військо
Кількісний склад війська невідомий, проте з огляду на його принцип (феодальне ополчення) повинен був бути вельми значним. Існували наступні роди військ: піхота, кіннота, колісниці, слони.

## Економіка
Основною галуззю було сільське господарства. Про податкову систему відомо нині не все, але є свідчення, що гірські райони користувалися пільгами. Тому дослідники роблять висновок, що обсяг податків коливався в залежності від якості землі та можливостей для землеробства. Також частково було розвинено рибальство і ремесла. Висловлюється думка про наявність торгівлі з державами бенгальською затоки.
Крім того, виявлено 16 видів монет династії Вішнукундіна.

## Культура
Правителі династії Вішнукундіна надали телугу статус державної мови, і він отримав в країні широке поширення. Усі папери і листування складали санскритом і телугу. На цих мовах також велося викладання у численних школах, створенню яких приділялася пильна увага. Особливий наголос робився на вивчення ведичної літератури.
У релігії основу становили різні течії індуїзму (в залежності від поглядів самого володаря) — брахманізм, шайвізм, вайшнаїзм.
Низка магараджей династії самі були знаними поетами і літераторами, зокрема Вікрамендра Варма I (під псевдо Махакаві) складав численні поеми та вірші (як санскритом, так й телугу), Мадхав Варма IV (під псевдо Янасрайя) є автором санскритської поетики «Джанастрая Чандо Вічіті».
В цей період також започатковано традицію зведення печерних шиваїстських храмів. Більшість споруджено за наказом представників цієї династії. Проте згодом було продовжено Чалук'ями і Паллавами.

## Магараджи
- Індра Варма (375—400)
- Мадхав Варма I (400—422)
- Говінда Варма I (422—462)
- Мадхав Варма II (462—502)
- Мадхав Варма III (500—502)
- Вікрамендра Варма I (502—527)
- Індрабхаттарака Варма (527—555)
- Вікрамендра Варма II (555—572)
- Говінда Варма II (572—573)
- Мадхав Варма IV (573—621)
- Манчана Бхаттарака (621—624), відомий також як Мадхав Варма V